# تأثير بوبا/كيكي

تستعمل هذه الصورة كاختبار لتبيين أن الناس لا يصلون الأشكال بالأصوات حسب ذوقهم: تلاميذ أمريكيون بالتعليم الثانوي ومتكلمون باللغة التاميلية في الهند سموا الشكل على اليسار «كيكي» والشكل على اليمين «بوبا».

تأثير بوبا/كيكي (بالإنجليزية: Bouba/kiki effect)‏ هو ربط غير ذوقي يين أصوات الكلام والشكل الظاهري للأجسام. أول من لاحظ هذا التأثير كان عالم النفس الألماني الأمريكي ولفجانج كوهلر سنة 1929. في تجارب نفسية قامت أول مرة بجزيرة تنريفي (التي اللغة الأساسية فيها هي الإسبانية) عرض كوهلر أشكالا تشبه الشكلين السابقين على المشاركين وسألهم عن أي شكل اسمه «تاكيتي» وأي شكل اسمه «بالوبا» («مالوما» في مراجعة سنة 1947). توصل كوهلر إلى أنه يوجد تفضيل قوي لربط الشكل الخشن باسم «تاكيتي» والشكل الدائري باسم «بالوبا».
سنة 2001 كرر فيلايانور راماشنادران و إدوارد هابرد تجربة كوهلر باستعمال الكلمتين «كيكي» و «بوبا» وسألا طلبة جامعيين أمريكيين ومتكلمين باللغة التاميلية في الهند «من بين هذين الشكلين من هو بوبا ومن هو كيكي؟» فأنسب 95% إلى 98% من كلتا المجموعتين «بوا» إلى الشكل الدائري و «كيكي» إلى الشكل الخشن، مما يدل على أن دماغ الإنسان قد يربط بطريقة ما أفكار تجريدية بأشكال وأصوات معينة. يبين عمل دافن مورير وزملائه أن الأطفال أكبر من أو في سن عامين ونصف قد يخضعون لهذا التأثير أيضا. لا يظهر التأثير في جميع الحضارات، ويبدوا أنه لا يظهر إذا كانت الأصوات لا تكون أي كلمات في لغة المستمع.
يظهر التأثير أيضا عندما تكون الكلمتان المختبرتان اسمين شخصيين حقيقيين، مما يقترح أن تهييج المنبهات اللغوية لا يمنع انبثاق التأثير. أظهرت دراسة أن الأفراد سيربطون الأسماء مثل «مولي» مع سلويت دائري، والأسماء مثل «كيت» مع سلويت حاد. كما أنهم سيربطون صفات شخصيات مختلفة مع أحد المجموعتين (مثال، الهدوء مع «الأسماء الدائرية»، والعزيمة مع «الأسماء الحادة»). قد يلمح هذا إلى دور الأفكار التجريدية في التأثير.
يقترح راماشنادران و هابرد أن تأثير بوبا/كيكي لديه تأثير مباشر على تطور اللغة، وذلك لأنه يقترح أن تسمية الأشياء ليست عشوائية بالكامل.:17 غالبا ما يسمى الشكل الدائري «بوبا» لأن الفم يتخد شكلا دائريا عند النطق بذلك الصوت، بينما يتخد شكلا مشدودا وحادا عند النطق بكلمة «كيكي». وفي المقابل قد يكون الفرق بين الأصوات النطعية أو الذلقية مثل الكاف والأصوات الشفوية مثل الباء. وقد أثبت أن الحروف الصامتة المختلفة (مثال، حروف الهمس مقارنة بحروف الجهر) وطبيعة الصوائت المختلفة (مثال، ألف المد مقارنة بياء المد) ليست هي فقط التي تلعب دورا في التأثير، بل طول الصوائت له دور أيضا (مثال، الصوائت الطويلة مقارنة بالصوائت القصيرة). في أحد الدراسات قام المشاركون بتقييم كلمات معينة، فأنسبوا الكلمات التي تحتوي على صوائت طويلة إلى أجسام طويلة والاكلمات التي تحتوي على صوائت قصيرة إلى أجسام قصيرة. وجود هذه الروابط المشابهة للحس المرافق يقترح أن هذا التأثير قد يكون قاعدة عصبية للرمزية الصوتية، والتي فيها لا تربط الأصوات مع الأجسام والأحداث في العالم عشوائيا.
تبين الأبحاث مؤخرا أن التأثير قد يكون أثرا للفكر المرافق، والذي هو ظاهرة يؤدي فيها تفعيل المفاهيم إلى تجارب مرافقة كالإدراك الحسي. يأتي الاسم من كلمتي «فكرة» و «إدراك» في الإغريقية، وقد اخترعه دانكو نيكوليس.
لا يظهر الأفراد الذين يعانون من التوحد تفضيلا قويا لأحد الشكلين كباقي الأفراد. فإن 88% من الأفراد الذين لا يعانون من التوحد يتفقون مع النتيجة المعيارية، بينما يتفق 56% فقط من الأفراد الذين يعانون من التوحد مع النتيجة.